# LADA XRAY
LADA XRAY — российский автомобиль малого класса, компактный высокий хетчбэк, выполненный в стиле SUV. В отличие от родственного ему семейства моделей LADA Vesta, использует иностранную платформу «В0». Выпускался российской компанией АвтоВАЗ на производственной площадке в Тольятти с декабря 2015 года по февраль 2022 года. LADA XRAY позиционировался как компактный кроссовер. Несмотря на своё предназначение — АПП, по неким причинам данный автомобиль не получил привода всех колёс (4x4).

## История создания
В августе 2012 года на Московском международном автомобильном салоне был показан трёхдверный концепт-кар кроссовера LADA XRAY Concept. Над концептом работала команда под руководством нового шеф-дизайнера Стива Маттина, который взял за основу проект «Lada C-Cross». За экстерьер отвечал Евгений Ткачёв, за интерьер — Николай Суслов. Руководитель проекта LADA XRAY — Олег Груненков. Единичный экземпляр автомобиля был создан итальянской фирмой Vercarmodel Saro S.r.l. по проекту дизайн-студии LADA. Стоимость создания этого образца составила приблизительно 1 миллион долларов. Концепт демонстрировал планы по развитию нового визуального стиля для автомобилей LADA, а также развитие в сегменте внедорожников, кроссоверов и SUV. «XRAY» — это аббревиатура, состоящая из «X» — как обозначение пересечения (англ. crossover, в значении типа кузова автомобиля, смотри кроссовер), «R» от слова «Recreation» («отдых»), «A» от слова «Activity» («активность»), «Y» от слова «Your» («твой») или «Young» («молодой»).
Через два года на том же московском автосалоне был показан второй концепт — пятидверный LADA XRAY Concept 2, уже более близкий к образцу для серийного производства.
Серийное производство этой модели началось 15 декабря 2015 года, в полном соответствии с графиком, о котором ранее сообщалось предприятием. Автомобиль выпускается на производственной площадке в Тольятти. Старт продаж состоялся 14 февраля 2016 года.
В 2016 году были представлены концепты спортивной и вседорожной версий: LADA XRAY Sport Concept и LADA XRAY Cross Concept. Спортивная версия получила заниженный клиренс, «спортивную» настройку двигателя и подвески, а вседорожная версия наоборот получила увеличенный клиренс, а также обвес — накладки на нижнюю часть дверей, пороги, колёсные арки, бамперы, защищающие эмаль кузова на лёгком бездорожье.
15 февраля 2021 года стало известно, что «АвтоВАЗ» отзывает в России 9,3 тыс. автомобилей, выпущенных с января по май 2019 года, у которых может быть повреждён сварной шов вала электромеханического усилителя рулевого управления.
В феврале 2022 года сборка LADA XRAY в Тольятти была остановлена из-за перебоев в поставках запчастей. В июле 2022 года стало известно, что «АвтоВАЗ» возобновлять производство XRAY не планирует.

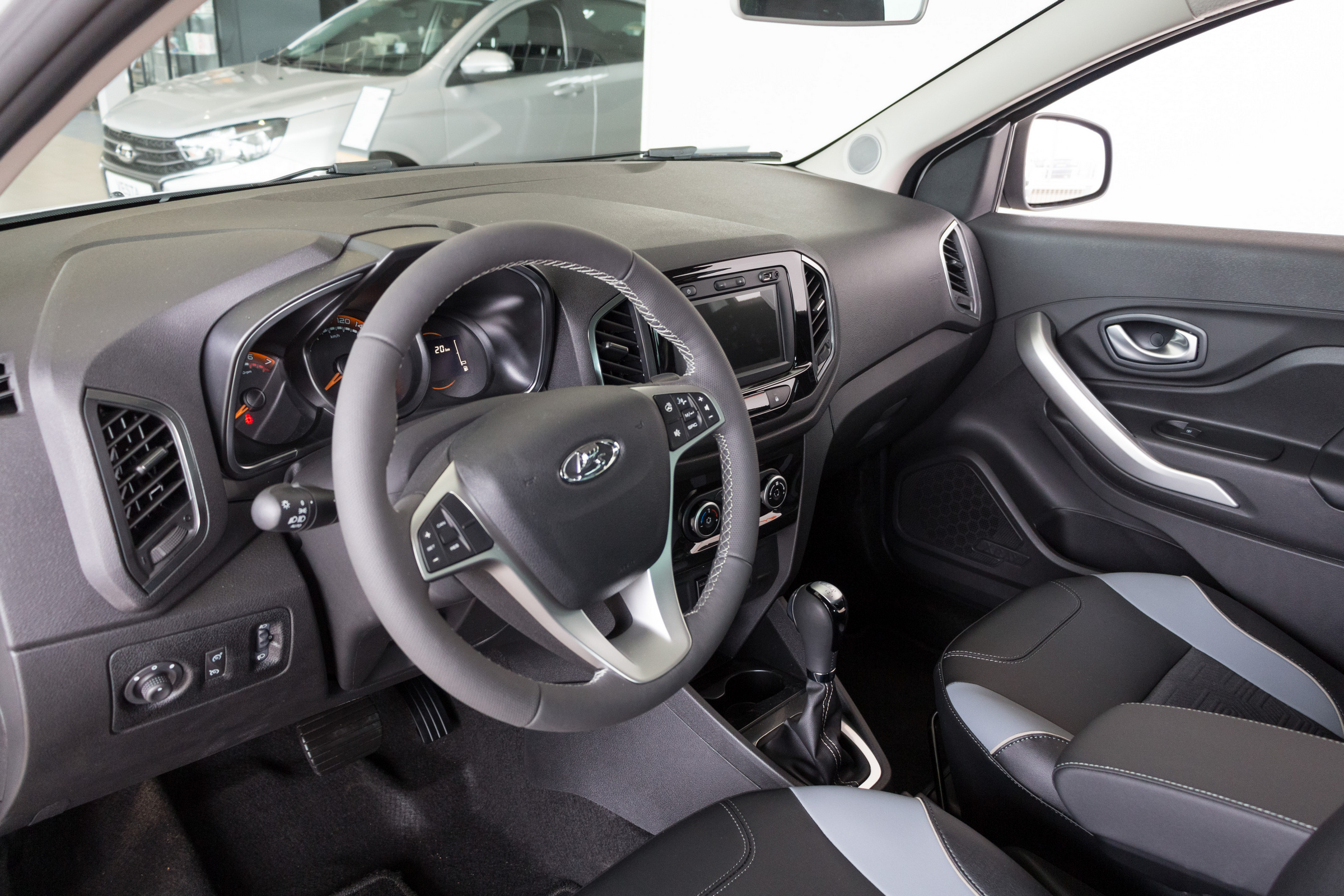
Салон автомобиля
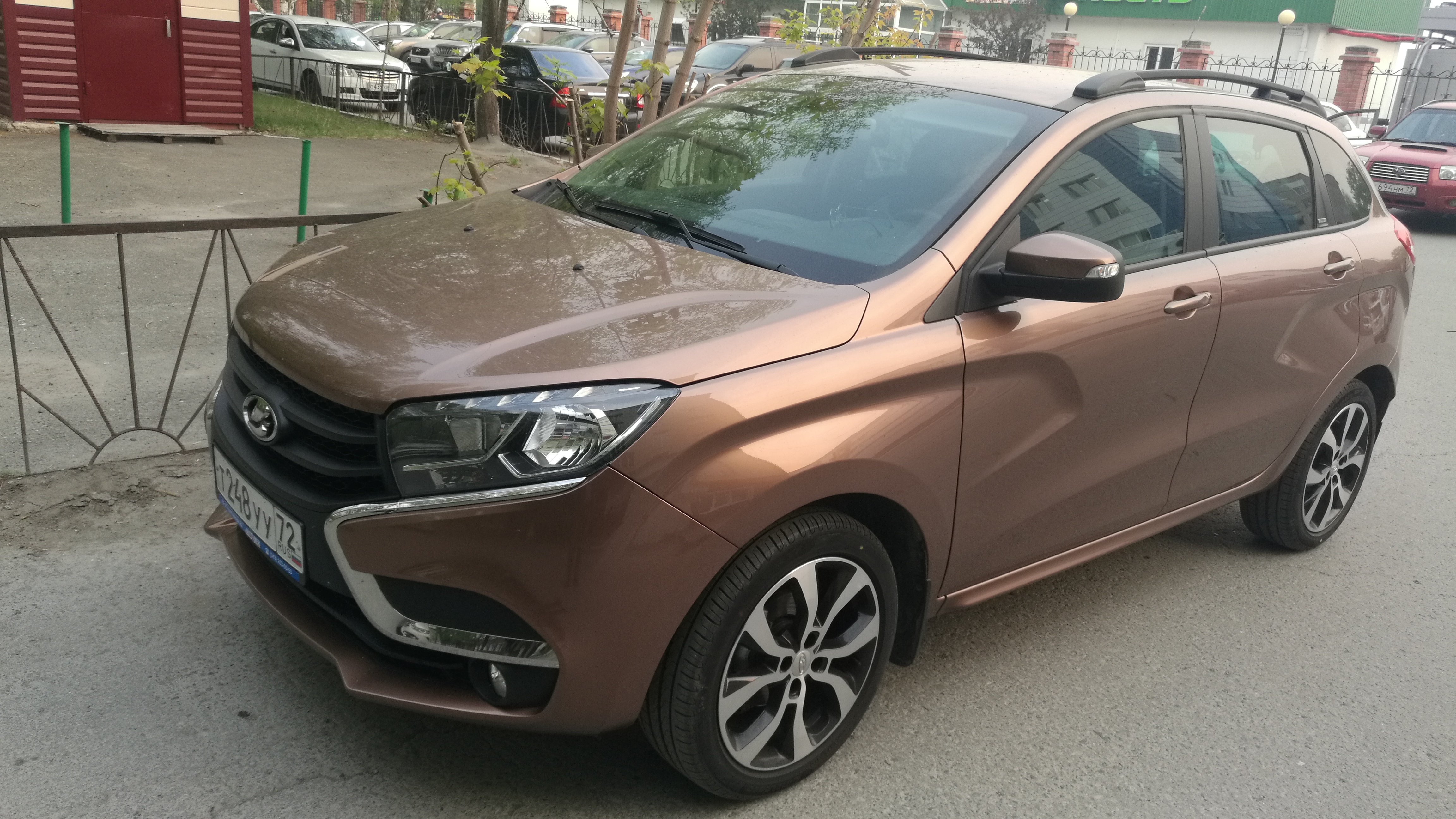
Внешний вид

## Технические характеристики
Дизайн автомобиля разработан стилистами АвтоВАЗа. Конструкция автомобиля создана совместно специалистами Renault и АвтоВАЗа на базе платформы В0. Длина серийного кроссовера LADA XRAY составляет 4164 миллиметра, ширина 1764 мм, высота — 1570 миллиметра. Колёсная база — 2592 миллиметра. Объём багажника — от 361 до 1207 литров (при сложенных спинках задних сидений).
На выбор было доступно три бензиновых двигателя: модели объёмом 1,6 литров мощностью 106 л. с. (ВАЗ-21129), модель объёмом 1,8 литров на 122 л. с. (ВАЗ-21179)b  модель объемом 1.6 литров мощностью 110 л. с. (Renault H4M). Вариант LADA XRAY с двигателем 1,8 л и мощностью 122 л. с. получил трансмиссию АМТ (автоматизированную механическую коробку передач), тогда как вариант с двигателем Renault H4M был доступен в паре в вариатором Jatco JF015E (Renault DK0).

## Версии модели

### LADA XRAY #CLUB
Отличия от версии Comfort:
- шильдики «#CLUB», размещённые на багажной двери;
- новая обивка сидений с вышитым названием серии с оранжевым хэштегом;
- усиленная тонировка задних стекол;
- обогрев ветрового стекла;
- датчики парковки задние;
- датчики дождя и света;
- климат-контроль (вместо кондиционера)
- 16'' легкосплавные двухцветные колёсные диски специального дизайна (вместо 15'' стальных дисков).

### LADA XRAY Cross
В ноябре 2018 года начались продажи версии LADA XRAY Cross. Такой автомобиль отличается от стандартной модели увеличенным дорожным просветом, декоративным обвесом кузова и новыми сиденьями, а также модернизированной передней подвеской, дисковыми тормозами сзади, изменённой конструкцией рулевого механизма. В списке опций появились обогрев руля, обогрев заднего дивана и система управления настройками системы стабилизации Lada Ride Select. Есть комплектация LADA XRAY Cross с вариатором.

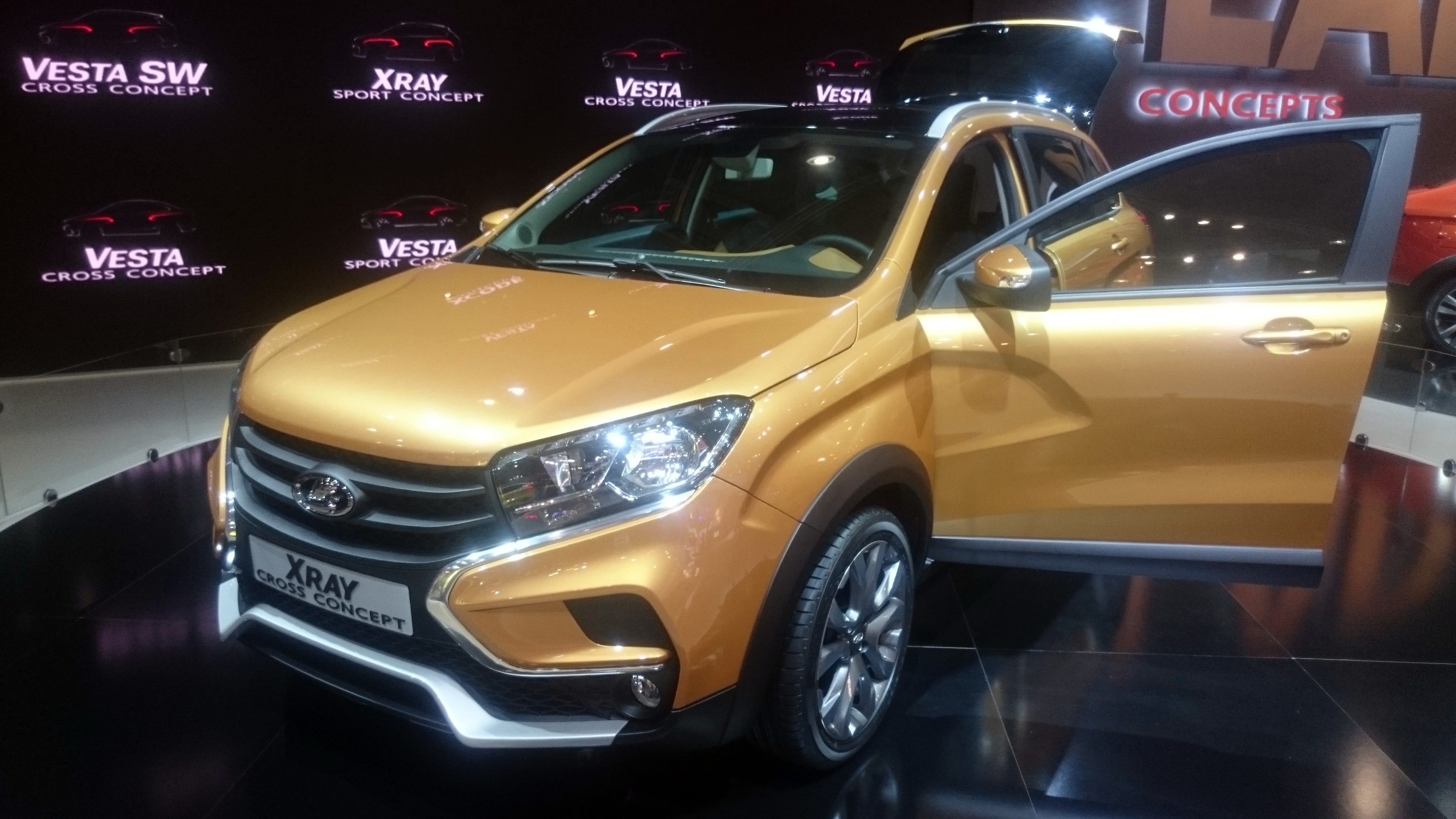
Концепт Cross версии серийной модели
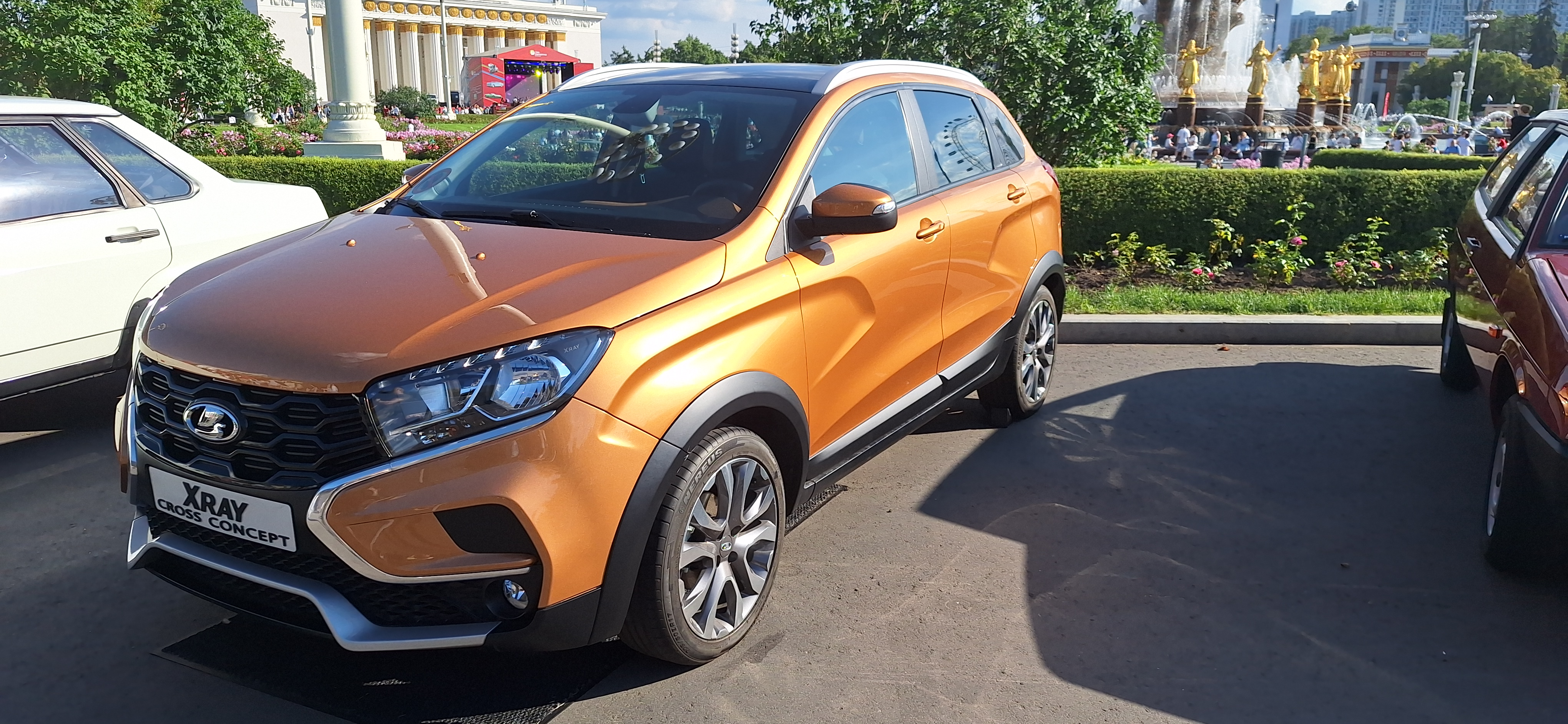
Концепт Cross на фестивале «ПроДвижение» 2025 г.
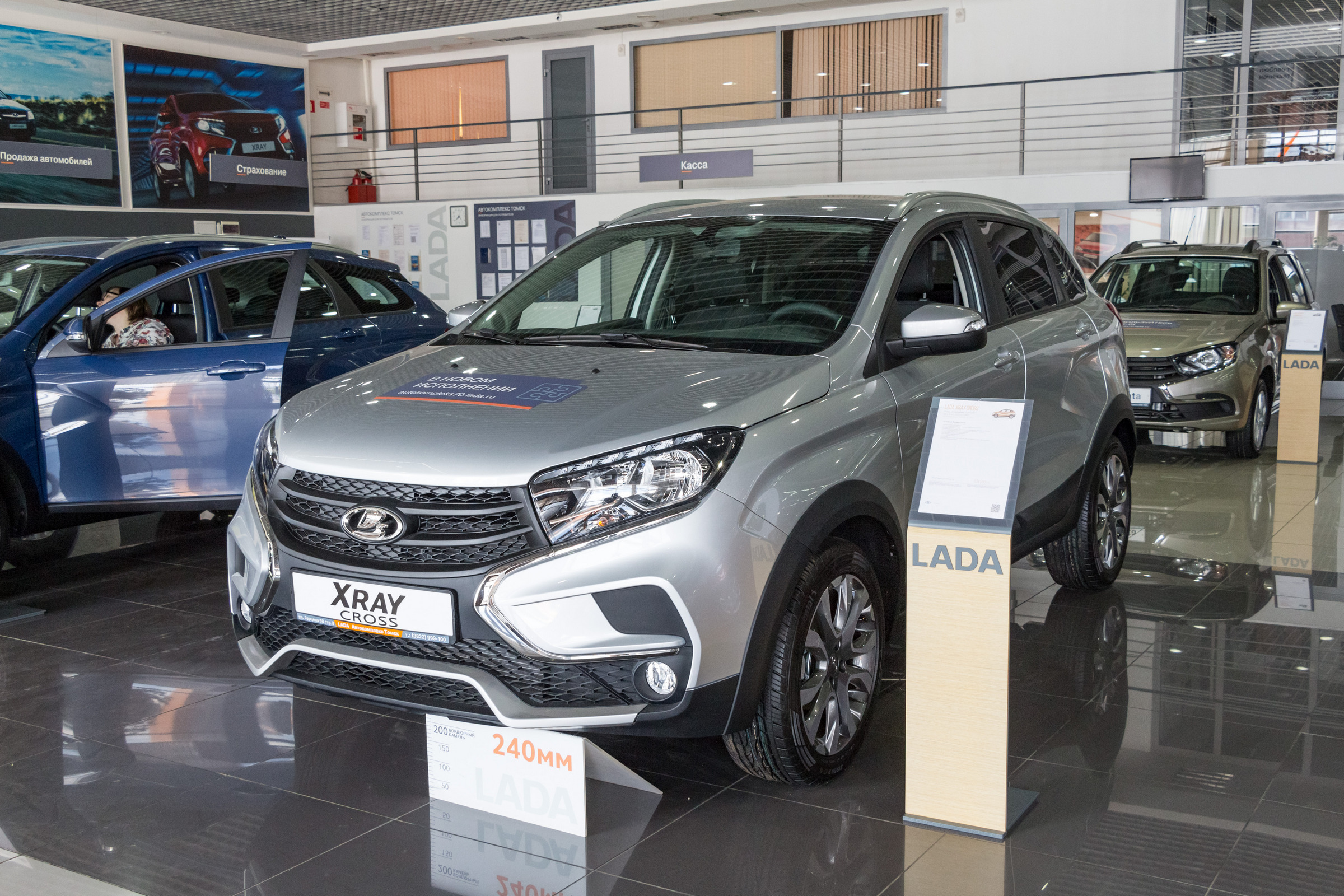
LADA XRAY Cross

### LADA XRAY Cross Instinct
В конце апреля 2020 года АвтоВАЗ объявил о начале продаж Lada XRAY Cross Instinct. Новинка появилась в прайс-листах на официальном сайте LADA.
У Lada XRAY Cross четыре варианта исполнения: Classic, Comfort, Luxe и Instinct.
Другие отличительные особенности версии Instinct представлены на официальном сайте LADA:
1. Антенна в форме акульего плавника в чёрном цвете.
2. Оригинальные двухцветные диски колёс.
3. Новая обивка сидений.
4. Чёрные ручки дверей с эффектом глянца.
5. Бейдж с названием серии.
6. Накладки на порогах с названием серии.

Флагман не получил нового цвета кузова и мог быть окрашен в привычные 8 цветов: белый, красный, серо-бежевый, золотисто-охристый, светло-коричневый, серебристый тёмно-синий, чёрный и серебристый.

## Комплектации
| LADA XRAY                                                 | LADA XRAY #CLUB                                          | LADA XRAY Cross                                  | XRAY Cross [BLACK]                      | LADA XRAY Cross Instinct                 |
| --------------------------------------------------------- | -------------------------------------------------------- | ------------------------------------------------ | --------------------------------------- | ---------------------------------------- |
| 1.6 л 16-кл. (106 л. с.), 5МТ / Standard                  | 1.6 л 16-кл. (106 л. с.), 5МТ / #CLUB специальная серия  | 1.6 л 16-кл. (106 л. с.), 5МТ / Classic          | 1.6 л 16-кл. (113 л. с.), АТ / [BLACK]  | 1.8 л 16-кл. (122 л. с.), 5МТ / Instinct |
| 1.6 л 16-кл. (106 л. с.), 5МТ / Classic                   | 1.8 л 16-кл. (122 л. с.), 5АМТ / #CLUB специальная серия | 1.6 л 16-кл. (106 л. с.), 5МТ / Classic / Optima | 1.8 л 16-кл. (122 л. с.), 5МТ / [BLACK] | 1.6 л 16-кл. (113 л. с.), АТ / Instinct  |
| 1.6 л 16-кл. (106 л. с.), 5МТ / Classic / Air conditioner |                                                          | 1.6 л 16-кл. (113 л. с.), АТ / Classic / Optima  |                                         |                                          |
| 1.6 л 16-кл. (106 л. с.), 5МТ / Comfort                   |                                                          | 1.6 л 16-кл. (113 л. с.), АТ / Comfort           |                                         |                                          |
| 1.8 л 16-кл. (122 л. с.), 5АМТ / Comfort                  |                                                          | 1.6 л 16-кл. (113 л. с.), АТ / Luxe              |                                         |                                          |
| 1.6 л 16-кл. (106 л. с.), 5МТ / Luxe                      |                                                          | 1.8 л 16-кл. (122 л. с.), 5МТ / Luxe             |                                         |                                          |
| 1.6 л 16-кл. (106 л. с.), 5МТ / Luxe / Prestige           |                                                          | 1.6 л 16-кл. (113 л. с.), АТ / Luxe / Prestige   |                                         |                                          |
| 1.8 л 16-кл. (122 л. с.), 5АМТ / Luxe / Prestige          |                                                          | 1.8 л 16-кл. (122 л. с.), 5МТ / Luxe / Prestige  |                                         |                                          |

## LADA XRAY Concept
Прототип был произведён Vercarmodel Саро в Италии. Передняя решётка имеет сходство с «Х».

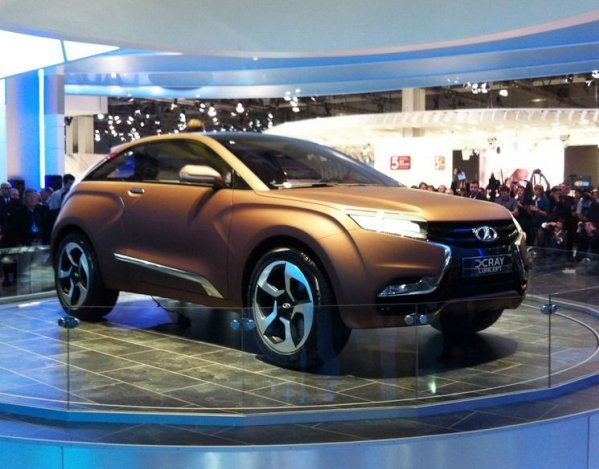
LADA XRAY Concept - вид спереди
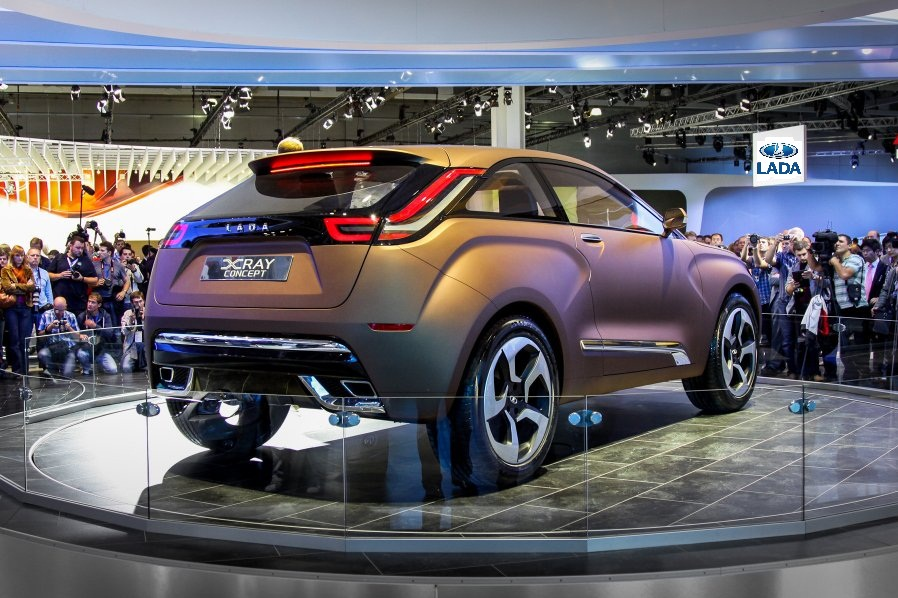
LADA XRAY Concept - вид сзади
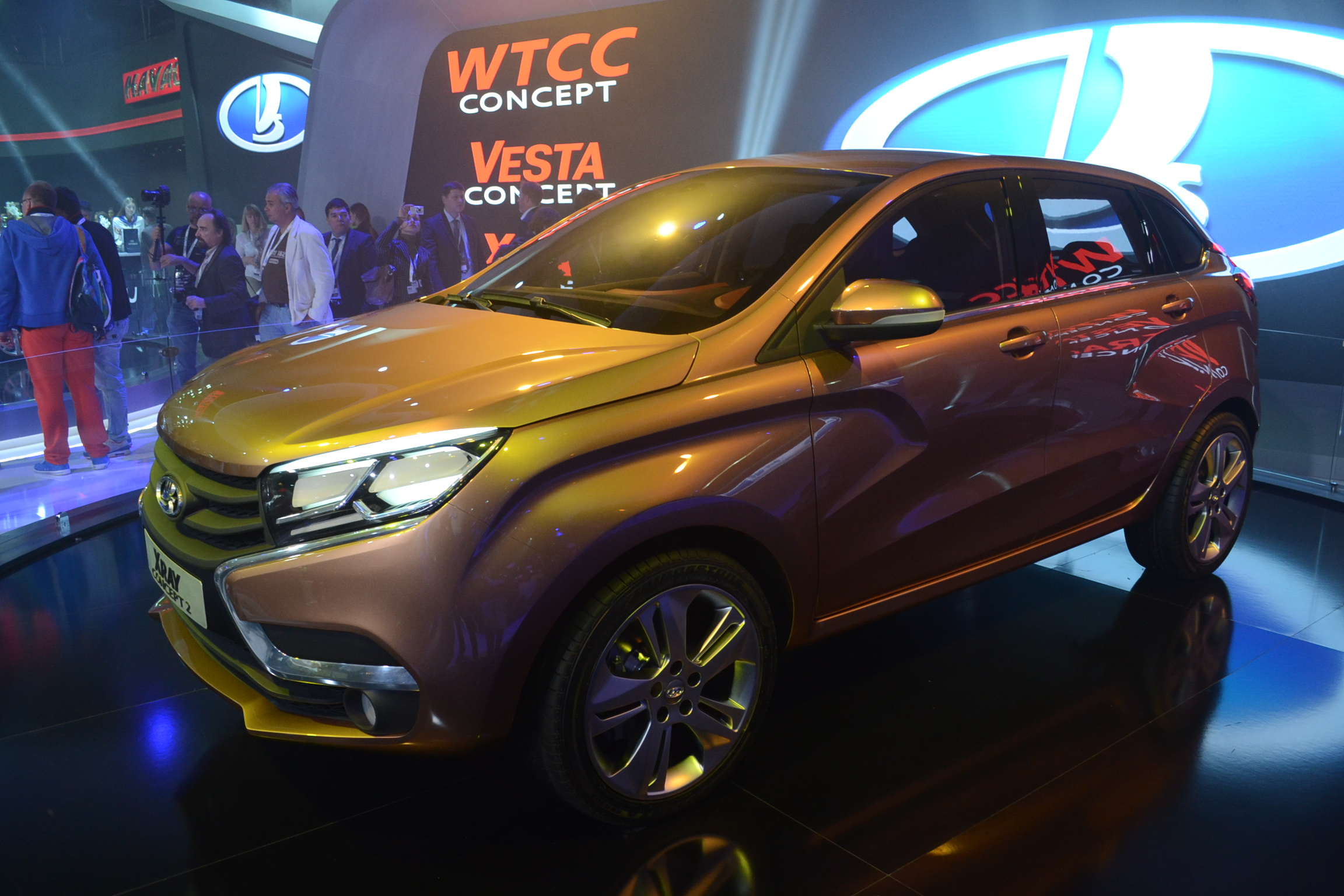
LADA XRAY Concept 2

## Копирование стиля LADA XRAY в Китае

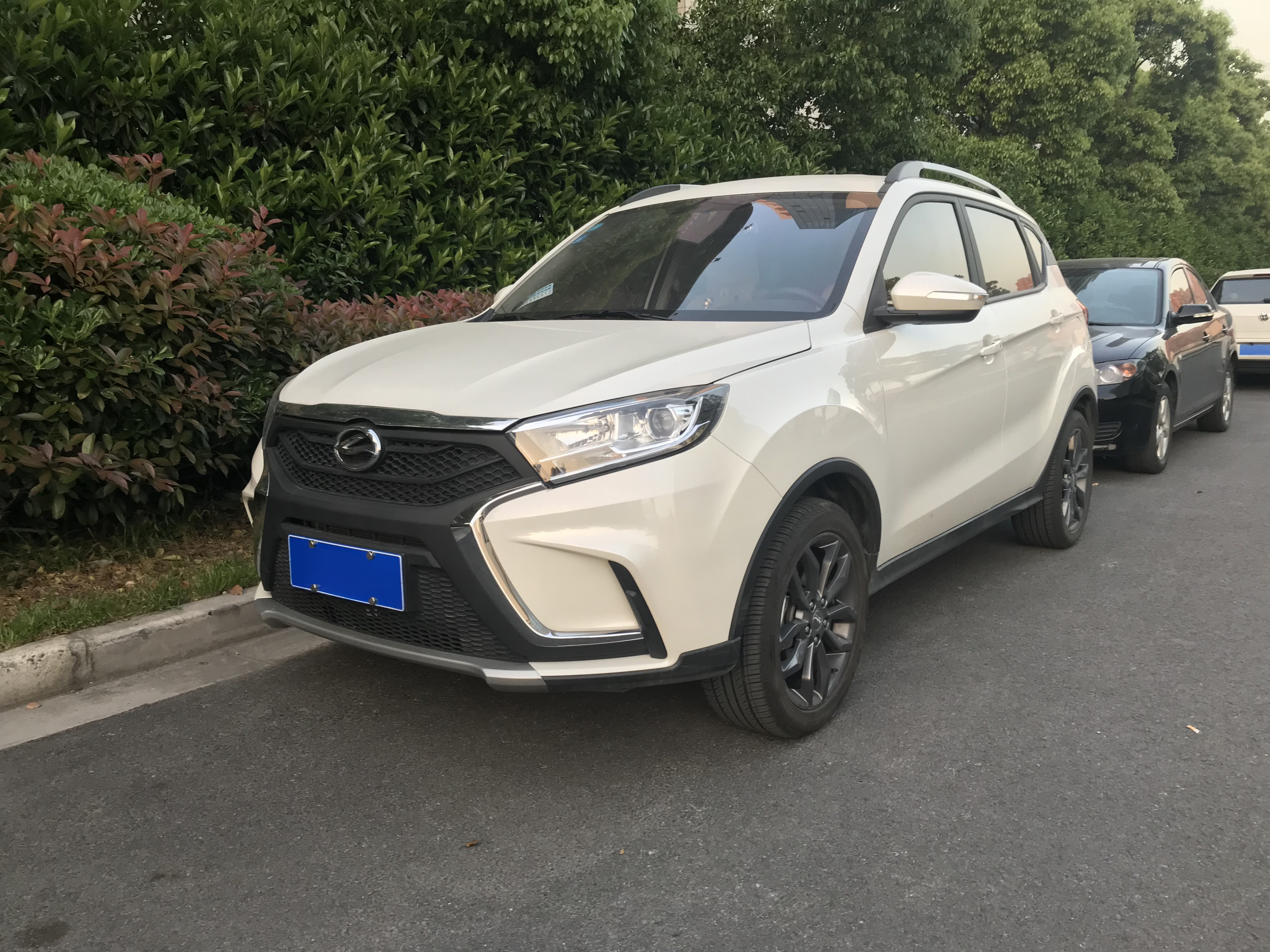
Китайский Landwind X2

В 2017—2021 годах китайской компанией Landwind, «дочкой» компании Changan, производилась версия модели Changan CS35 с видоизменённый передней частью модель Landwind X2. Заметно, что при схожих габаритах передней частью модель копирует российскую LADA XRAY с фирменным «Икс-стилем».